# M/S VV-P100

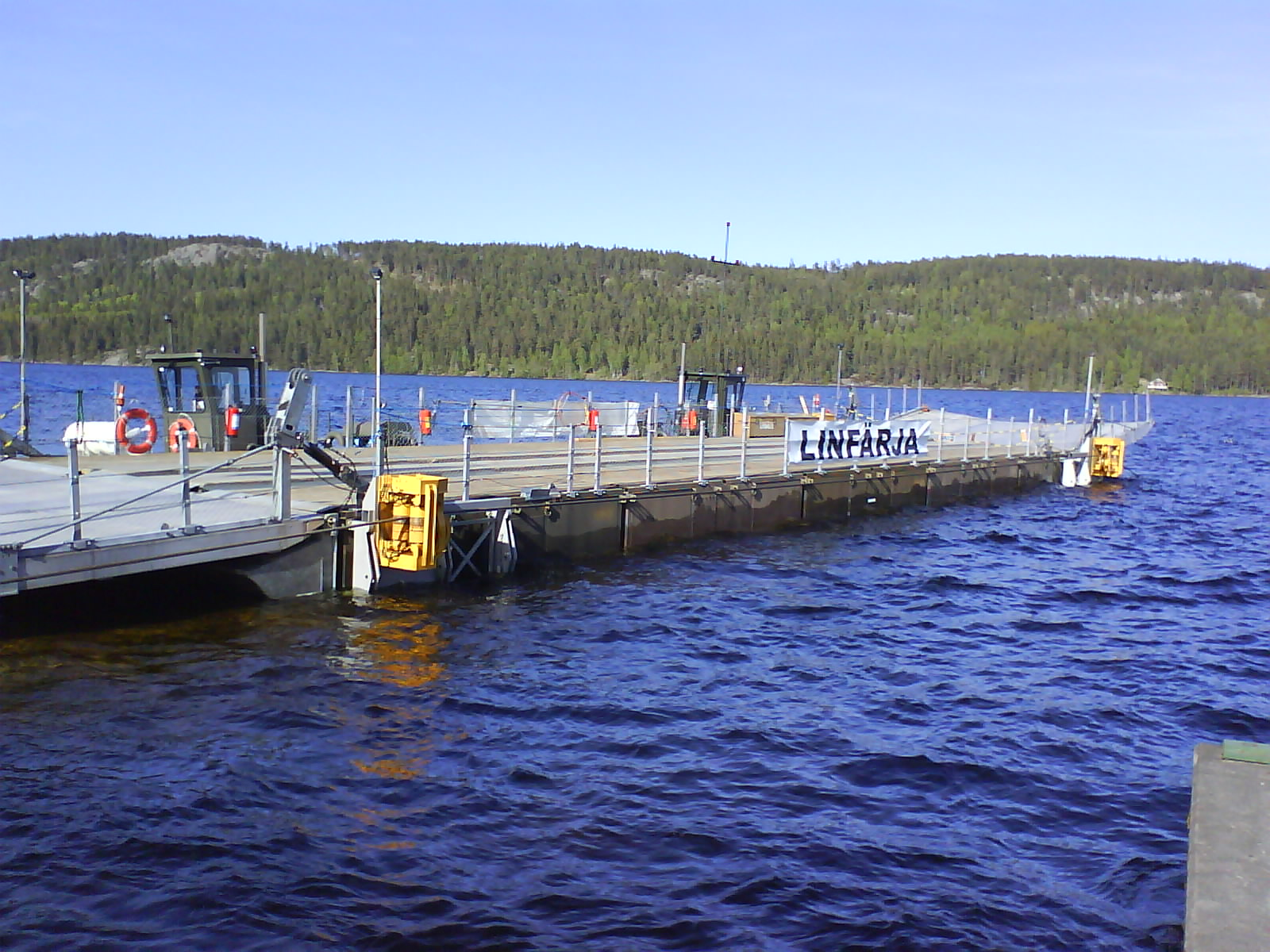
Pontonbilfärjan M/S VV-ponton 100 SHXP, när den trafikerade Sund-Jarenleden, våren 2009.

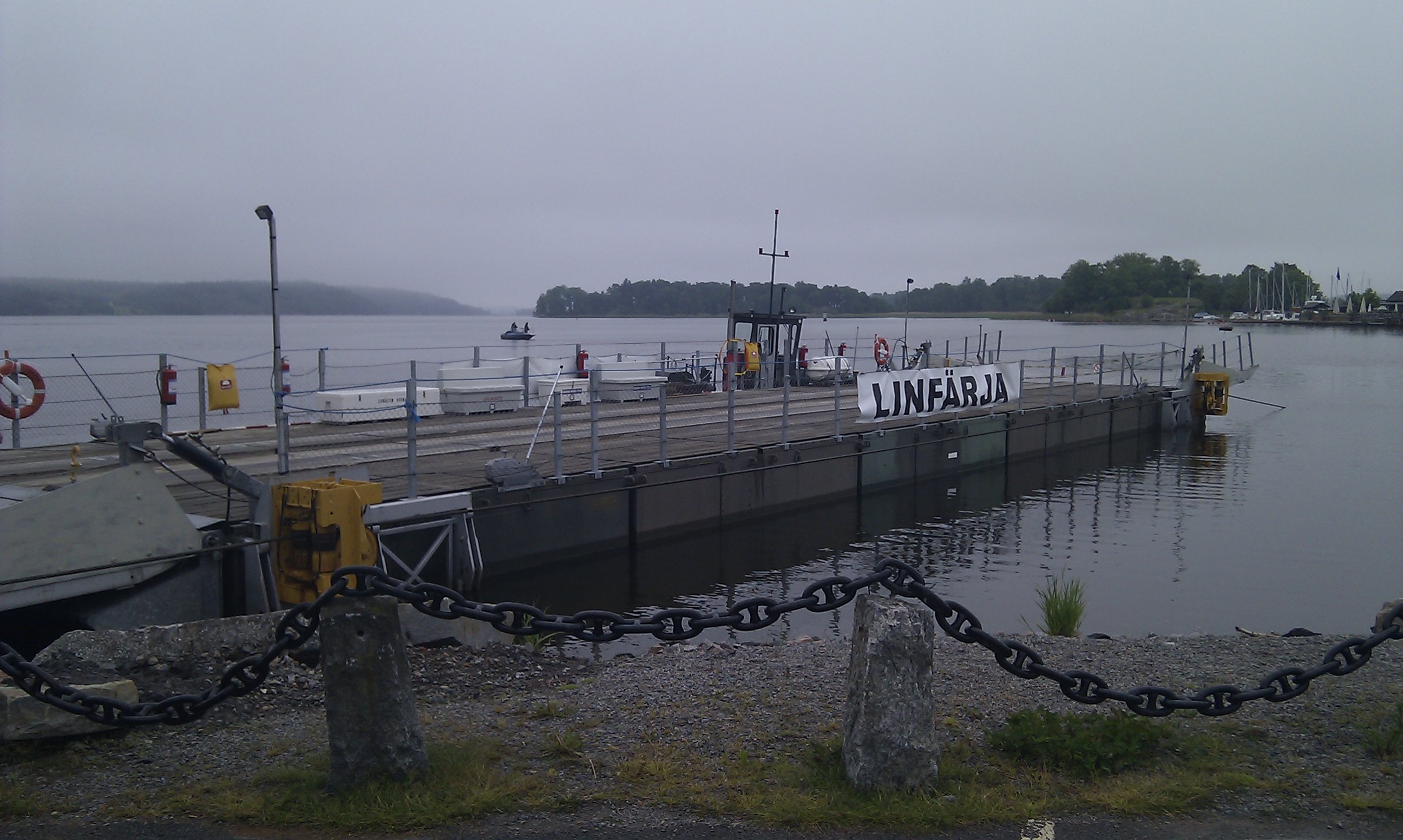
Pontonbilfärjan M/S VV-P100, när den trafikerade Stegeborgsleden, juni 2010.

VV-P100 (tidigare VV-ponton 100 SHXP) är det officiella namnet på den pontonfärja som Trafikverket Färjerederiet sätter in på färjeleder där den ordinarie färjan tillfälligt tas ur trafik, och där det inte är görligt att köra dit en riktig ersättningsfärja. 

## Trafikerade leder
Färjan trafikerade Sund-Jarenleden över sjön Stora Le i norra Dalsland perioden 29 april-12 juni 2009, medan den ordinarie färjan M/S Lee-Flora genomgick reparationer och ombyggnader. 
Färjan trafikerade till och med juni 2010 Stegeborgsleden över Slätbaken, medan den ordinarie färjan Elvira genomgick service.

## Egenskaper
Färjan är 39 meter lång (inklusive klaffar) och 7,5 meter bred. Den tar max 15 personbilar. 
Den är byggd av 15 separata pontoner som satts samman, fem i längd och tre i bredd. Därpå har ett trädäck lagts samt relingar och hydrauliskt drivna klaffar monterats. Bärigheten beräknas till 100 ton, men för säkerhets skull har man satt ner den till 75 ton. I praktiken lastas dock aldrig mer än 60 ton, eftersom det är vikten på de timmerbilar som färjan fraktar. Av säkerhetsskäl får inga personbilar åka med då en timmerbil fraktas.
Framdrivningen sker med en eller två påhängda drivenheter. Dessa är drivna av varsin 9-liters dieselmotor och framdrivningen sker med propeller, medan styrningen sker med vajer. 
Färjan kan dock omklassas till frigående färja, för att kunna användas som reservfärja även på leder där linfärja inte är ett alternativ. 